# Варлаам (Ванатович)
Варлаа́м, світське ім'я — Василій Вана́тович, або ж Вонятович (бл. 1680 — 17 січня 1752) — український та російський православний церковний діяч, архімандрит Тихвінський (1719–1722 рр.), архієпископ Київський і Галицький (1722–1730 рр.).

## Біографія

### Навчання
Родом з Галичини, м. Ярослав (нині Польща). Навчався у Київський академії та Московській слов'яно-греко-латинській академії. Постриг прийняв у Новгороді Великому, в Тихвінському Богородицькому монастирі.
Деякий час був духівником новгородського архієпископа Феодосія Яновського. Згодом служив обер-ієромонахом на російському флоті, архімандритом Тихвінського Богородицького монастиря.

### Обрання архиєпископа
З 1718 року, після арешту і смерті по дорозі на допит до Петербургу Йоасафа Кроковського, митрополича катедра у Києві була необсадженою і митрополією правила Київська консисторія. Року 1722 Святійший правлячий синод, усупереч традиції, подав цареві на затвердження імена чотирьох кандидатів на Київського митрополита: двох українців і двох московитів.
Петро I вибрав українця — Варлаама Вонятовича. Проте дістав він лише сан архиєпископа, а не митрополита. Таким чином Петро I понизив статус предстоятеля Київської Митрополії з митрополита до архієпископа. Це позбавлення Української Церкви автономних прав і пониження її до рівня звичайної єпархії було пов'язане із загальною політикою Петра I супроти України: після смерті гетьмана Скоропадського не дозволено було обирати нового гетьмана і засновано того ж року Малоросійську колегію.
21 січня 1722 р. обраний Синодом, а 14 травня — висвячений на архієпископа Київського та Галицького.
Відстоював залишки незалежності української церкви, опікувався відбудовою храмів та розвитком Києво-Могилянської Академії.
Коли, за правління Петра II, відновлено було у 1727 році гетьманство, Варлаам почав клопотатися про поновлення титулу митрополита, але успіху не мав. Неодноразово висловлював протест з приводу порушення прав і привілеїв Української Церкви.

### Учасник церемонії обрання гетьмана
Брав участь в обранні гетьмана Данила Апостола 1 (12) жовтня 1727 року у Глухові.

### Опала
За наклепницьким доносом московського урядника Суханова, який звинуватив архієпископа в тому, що 
|  | «Малоросійське духовенство зовсім занечистило віру давню Руську і заразилося триклятою Латинщиною Римською і що воно без гризоти сумління хрестить немовлята, не занурюючи, а обливаючи їх водою… а в церквах, мовляв, Малоросійських під час Великого Посту відправляють п'ять разів у п'ятниці Страсті Христові, причому дзвонять у всі дзвони і читають Євангелію, співаючи по нотах Римських, або Італійських, з приступкою од співаків старших, неначе на грищі, і що, нарешті, всі Архієреї і Архімандрити Малоросійські, та й сам Митрополит тамошній, мають на митрах свої хрести, подібні до тих, які є на коронах Царів Російських, і за них вони беруться без страху й трепету…» |

 був викликаний до Москви.
2 серпня 1730 року, разом з усіма членами консисторії й кафедральним писарем, імператрицею Анною Йоанівною був відданий до суду Таємної канцелярії. Під претекстом, що він не служив молебню з нагоди вступу на престол цариці Анни у 1730 році, 20 листопада 1730 позбавлений архієрейського сану та священства і простим ченцем висланий до Кирило-Білозерського монастиря (нині у Вологодської області, РФ). Пробув у в'язниці 10 років.
1741 року — після сходження на російський трон імператриці Єлизавети Петрівни його викликано зі заслання і відновлено в архієрейському званні.
Але Ванатович відмовився від сану, й просив дати йому спокій. Переїхав до Тихвінського монастиря, прийняв схиму під іменем архісхимонаха Василія і там помер 1751 року.